# 仁寿寺 (北京西安门)
仁寿寺是位于中国北京市西城区西安门内的一座藏传佛教格鲁派寺院。现已无存。

## 历史
仁寿寺建于清朝乾隆二十六年（1761年）。《钦定日下旧闻考·卷四十一·皇城三》载：
增：仁寿寺在弘仁寺东。（《大清一统志》）臣等谨按：仁寿寺，乾隆二十六年建。大门恭悬御书“仁寿寺”额。殿中圆外方，中央及八方供长寿佛，中有复壁，壁上悉供诸佛，东西南北各辟一门，甃以白石，每门俱刻御书额联，东之额曰：“最胜因缘”，联
曰：“香台围绕花霏雨，毫相光明月印川”，南之额曰：“总持寿世”，联曰：“螺髻齐瞻安乐相，珠胸全现吉祥文”，西之额曰：“无边功徳”，联曰：“一切宝灯辉妙喜，大千圆镜纳须弥”，北之额曰：“永驻祥轮”，联曰：“檀熏合证庄严具，龙护常资福徳多”。
在《乾隆京城全图》上，并没有仁寿寺，可见仁寿寺兴建晚于《乾隆京城全图》。
仁寿寺位于弘仁寺和北海西墙之间。光绪二十六年（1900年），八国联军烧毁弘仁寺，仁寿寺也一同被毁。